# タラアト・ハルブ
ムハンマド・タラアト・ハルブ（アラビア語: محمد طلعت حرب, ラテン文字転写: Muhammad Talaat harb、1867年11月22日 - 1941年8月13日）は、エジプトの民族主義者、経済学者、歴史家、実業家、銀行家。タルアト・ハルブと表記されることもある。

## 生涯
鉄道作業員の子としてカイロのガマリーヤ地区に生まれ、1889年に副王立法律学校を卒業した。
1920年、外国資本による独占状態打破を目指しエジプト人資本のみによる初の銀行・ミスル銀行を創設、これによりミスル紡績織物会社やエジプト航空をはじめとする多くの企業を興し、エジプトの産業近代化に多大な貢献を為した。文化・娯楽の面でも1925年にミスル演劇映画会社（スタジオ・ミスル）を設立し、エジプト映画産業の基礎を築いた。
ミスル銀行はナセル体制下で国有化されたが、現在も存続している。また、ハルブの名はカイロのタラアト・ハルブ通りやタラアト・ハルブ広場（ハルブの銅像が建つ）などに残っている。

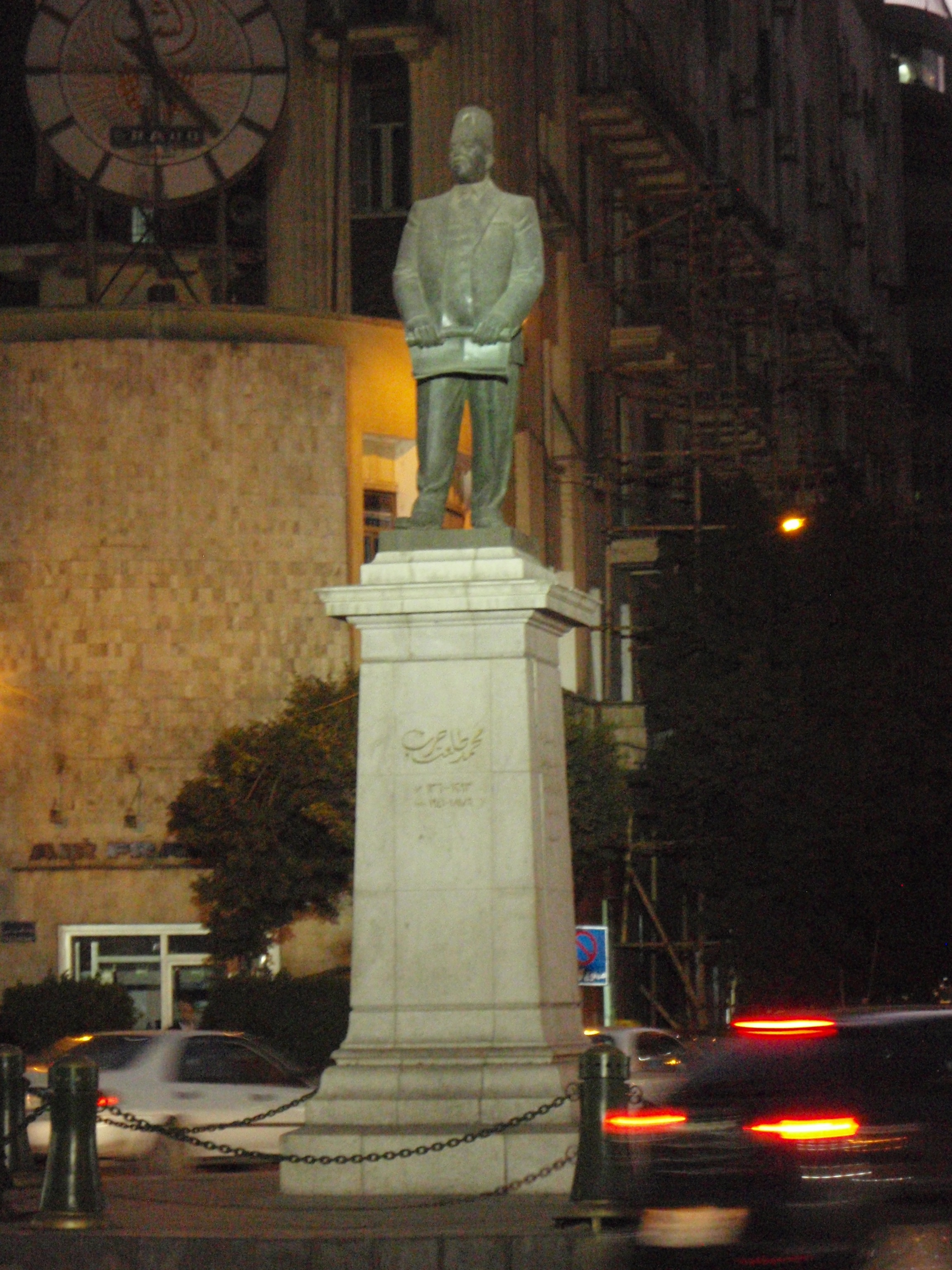
タラアト・ハルブ広場のハルブ像

## 関連人物
- サアド・ザグルール - 同時代の政治指導者。
- ナギーブ・マフフーズ - 同じガマリーヤ地区生まれの小説家。